# Georges Blois
Georges Blois est un peintre paysagiste et illustrateur français né à Périgueux le 10 janvier 1869, et mort à Razac-sur-l'Isle le 12 novembre 1963.

## Biographie
Georges Blois est le fils de Célestin Blois, entrepreneur de peinture, et de Marguerite Bonnefond. Il est l'aîné des quatre garçons. Ses frères Paul Alfred et André ont pris la suite de leur père, Pierre a été un auteur compositeur de musique et a dirigé les salles Gaveau et Pleyel. Georges Blois a été enregistré à l'état-civil sous le nom de Paul Bloy et obtenu, en 1931, du tribunal de Périgueux, de corriger son nom de Bloy en Blois.
Il étudie au lycée de Périgueux, puis va poursuivre des études artistiques à Bordeaux auprès du peintre paysagiste Amédée Baudit (Genève, 1826-Bordeaux, 1890). Il expose au Salon de la Société des amis des arts de Bordeaux de 1890 le tableau L'Isle, au saut du Chevalier (Dordogne) ; matinée d'été.
En 1890, peut-être après la mort d'Amédée Baudit, il se rend à Paris où il devient l'élève de Léon Germain Pelouse et suit les cours donnés dans les musées nationaux du Louvre, du Luxembourg, de Versailles et de Saint-Germain.
Il expose deux peintures à l'Exposition universelle, internationale et coloniale de Lyon de 1894 : Clair de Lune à la Hume.  Bassin d'Arcachon, et, Entrée du bois près de Neuvic. Dordogne : effet d'orage. En 1895, il expose pour la première fois au Salon des artistes français, et de nouveau en 1897 et 1898. Dans cette première période, c'est un peintre paysagiste utilisant des couleurs sombres.
Georges Blois s'est marié le 28 mai 1896 avec Cécile Dubois.
Il rencontre ensuite le peintre paysagiste Edmond Marie Petitjean qui devient son maître et son ami et qui séjourne chez Blois au domaine d'Antoniac, à Razac-sur-l'Isle. Edmond Petitjean participe à l'exposition de la Société des beaux arts de la Dordogne, en 1901. Au contact des peintres impressionnistes, il va éclaircir sa peinture dont la plus caractéristique est Coupeurs de joncs sur l'Isle peinte en 1908.
En 1905 est créé le syndicat d'initiative du Périgord, pour lequel Blois peint en 1906 deux affiches touristiques. L'une représente le village de Beynac et la seconde plusieurs vues de Périgueux, Brantôme, Beaumont et Biron.
Il expose de nouveau au Salon de 19087 dans la section des arts décoratifs.
Il délaisse la peinture à partir de 1914 pour se consacrer au développement de son domaine d'Antoniac, à Razac-sur-l'Isle. Il y introduit les premières vaches de race normande du Périgord en 1914.